# Ellora
Ellora (en marathi: वेरूळ Ellorā) és una localitat de l'Índia, antigament coneguda com a Elapurā, a 30 km de la ciutat d'Aurangabad (Maharashtra). Ellora és cèlebre per la seva arquitectura, amb monestirs i temples budistes (grup A: grutes 1 a 12, que daten vers l'any 500 a aproximadament el 650), hinduistes (grup B: grutes 13 a 31, establertes entre els segles vii i viii) i jaines (grup C: construïdes entre els segles viii i xi).
Aquestes estructures han estat excavades en un precipici de Charanandri, i el seu nombre total és de 34, de les quals 12 són budistes, 17 hinduistes i 5 jainistes. La coexistència d'aquestes edificacions demostra un cert grau de tolerància interreligiosa a l'Índia. Les grutes budistes són les estructures més antigues i consisteixen principalment en vihāres i monestirs, alguns d'aquests són veritables santuaris exornats per una imatge de Buda.
En aquest conjunt, la joia del lloc és el temple de Kailasantatha (725-755): un edifici, completament excavat en la roca. El 1983, Ellora va ser declarat Patrimoni Mundial de la Humanitat per la UNESCO.

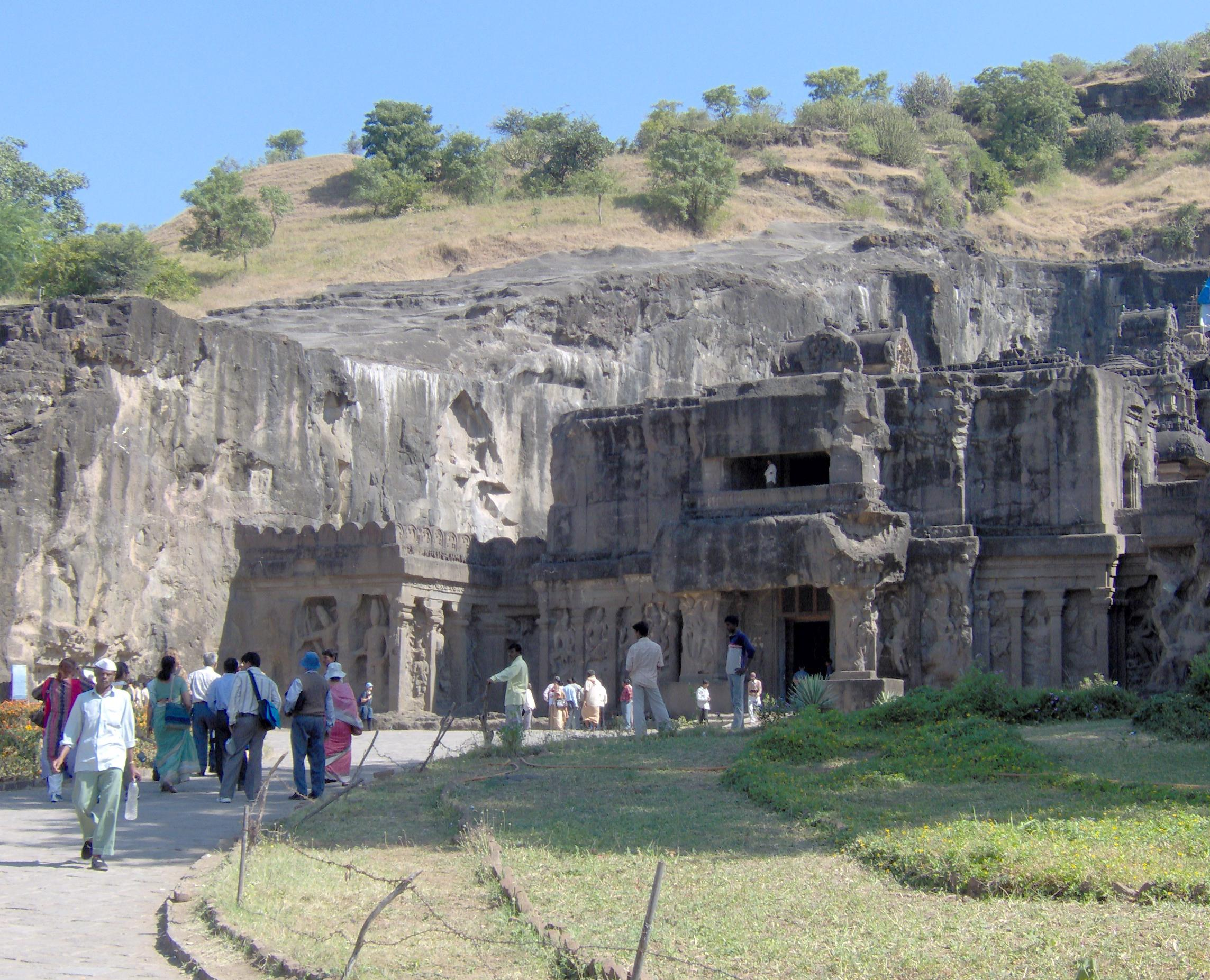
Entrada
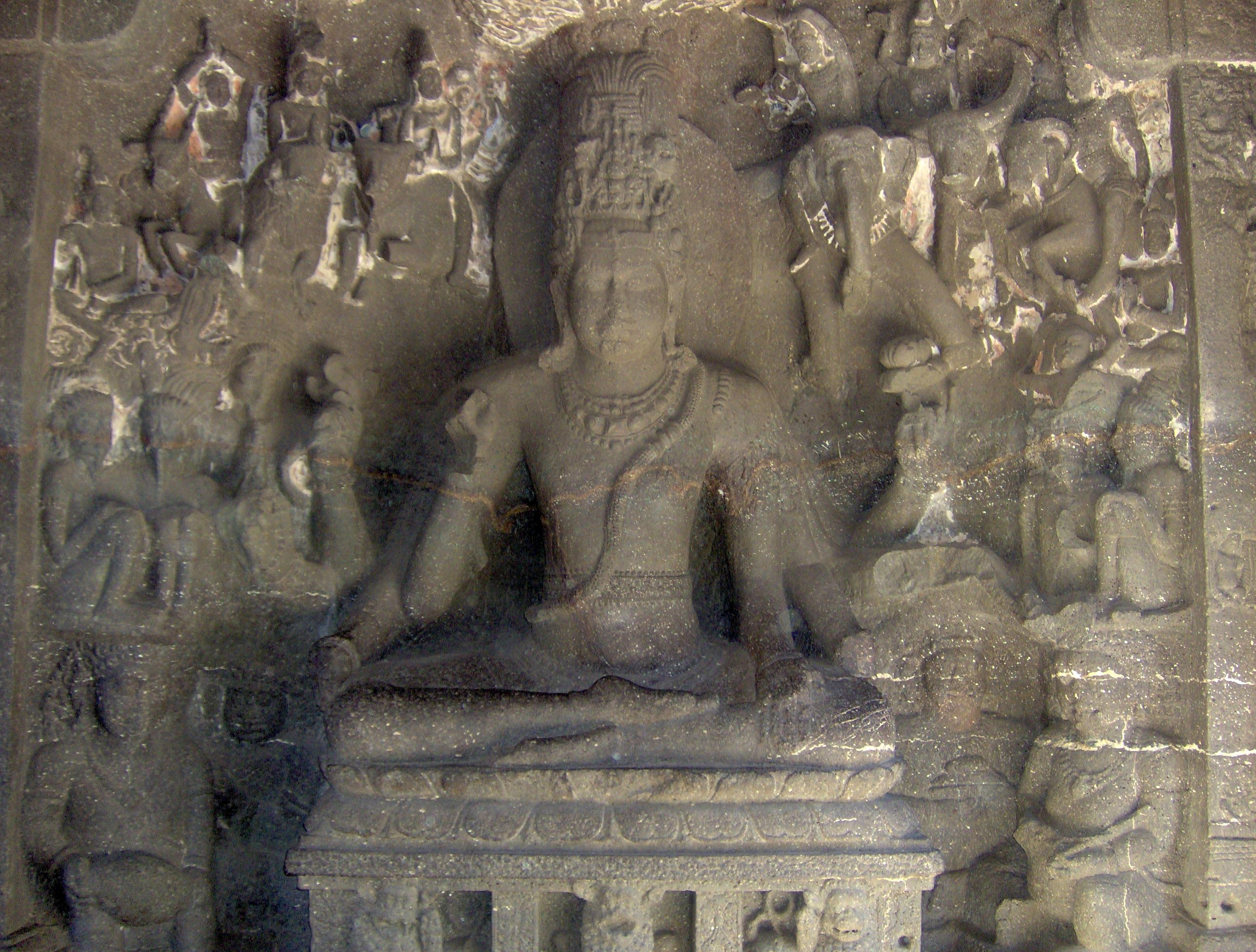
Xiva
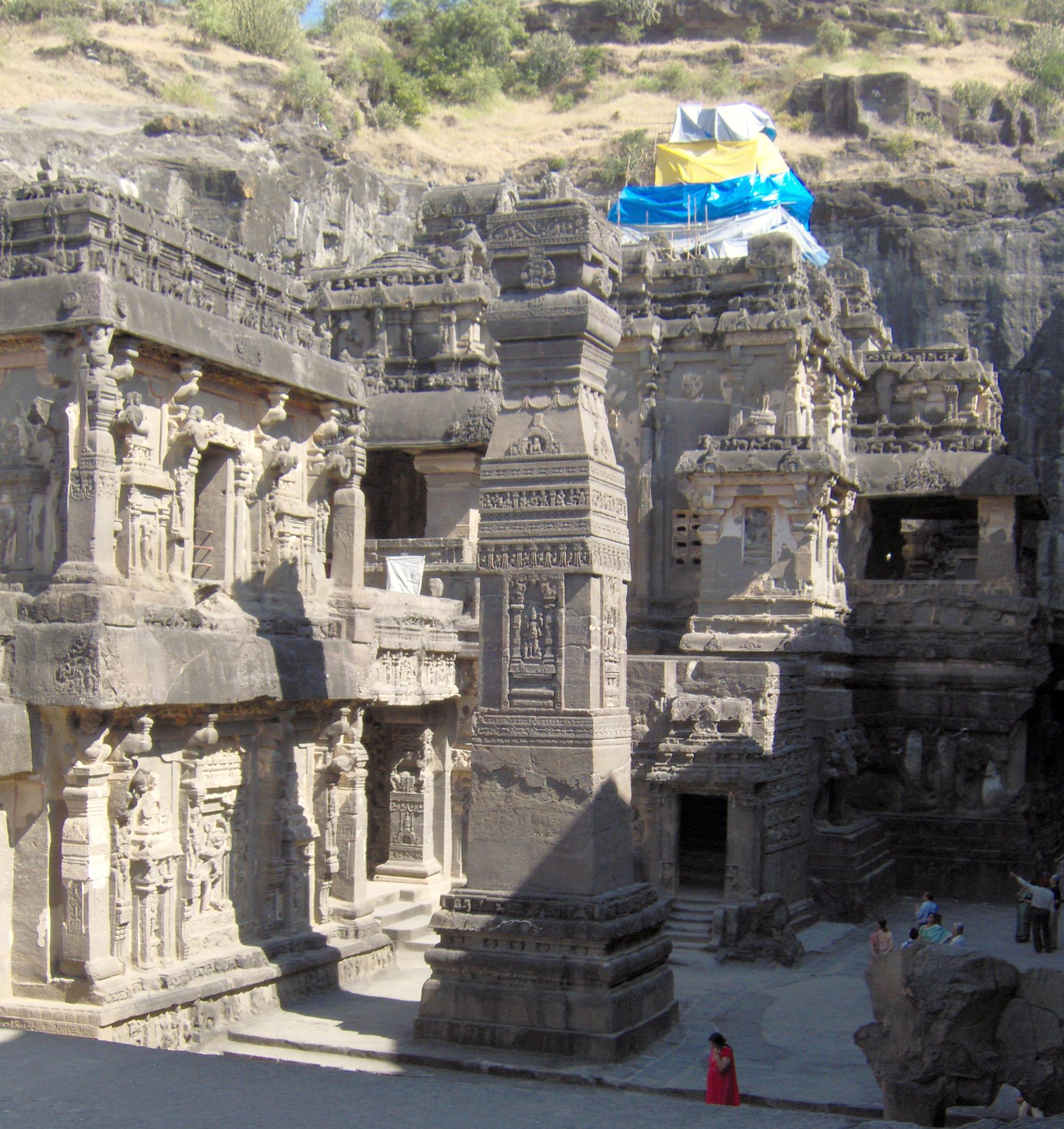
Temple
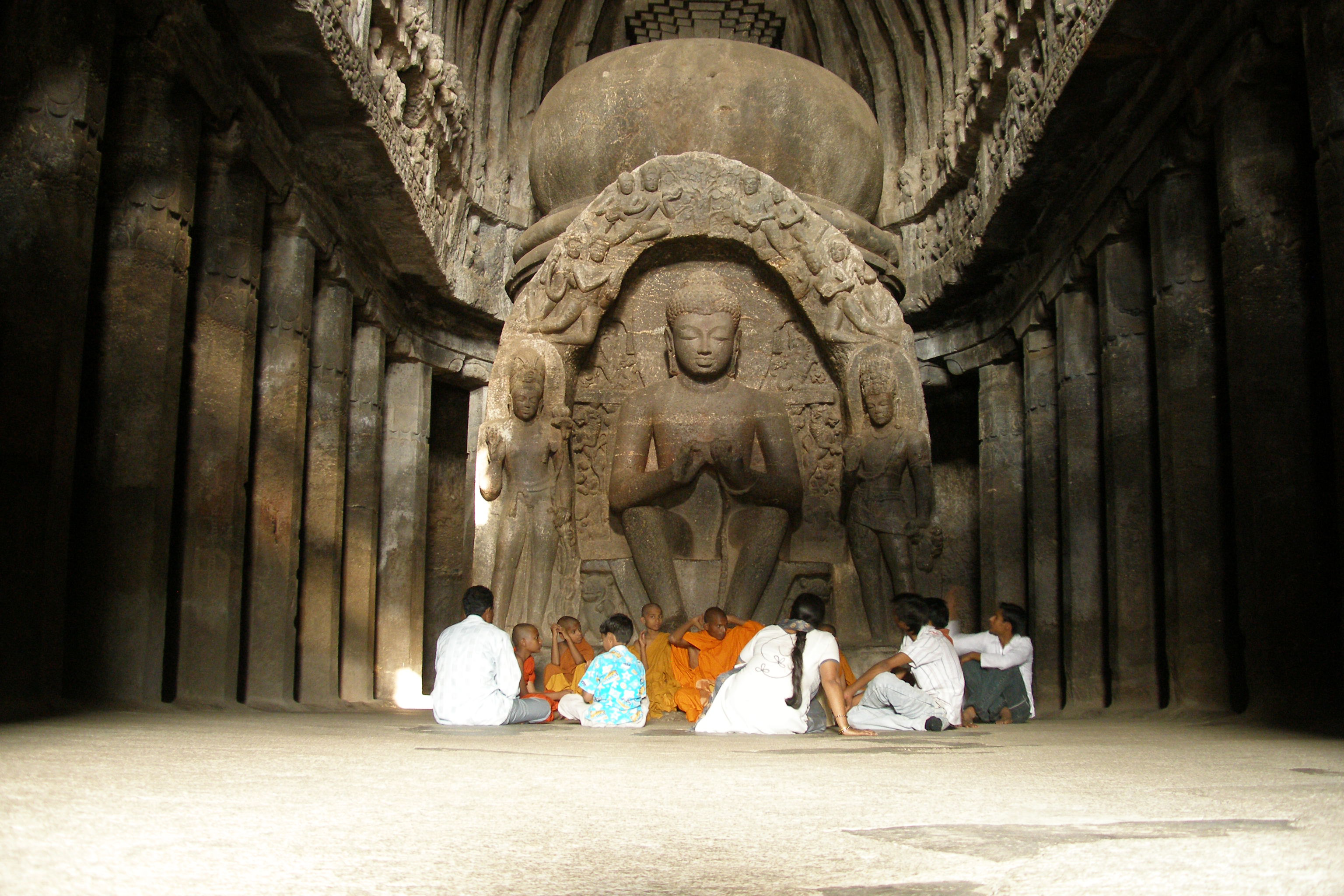
Cova
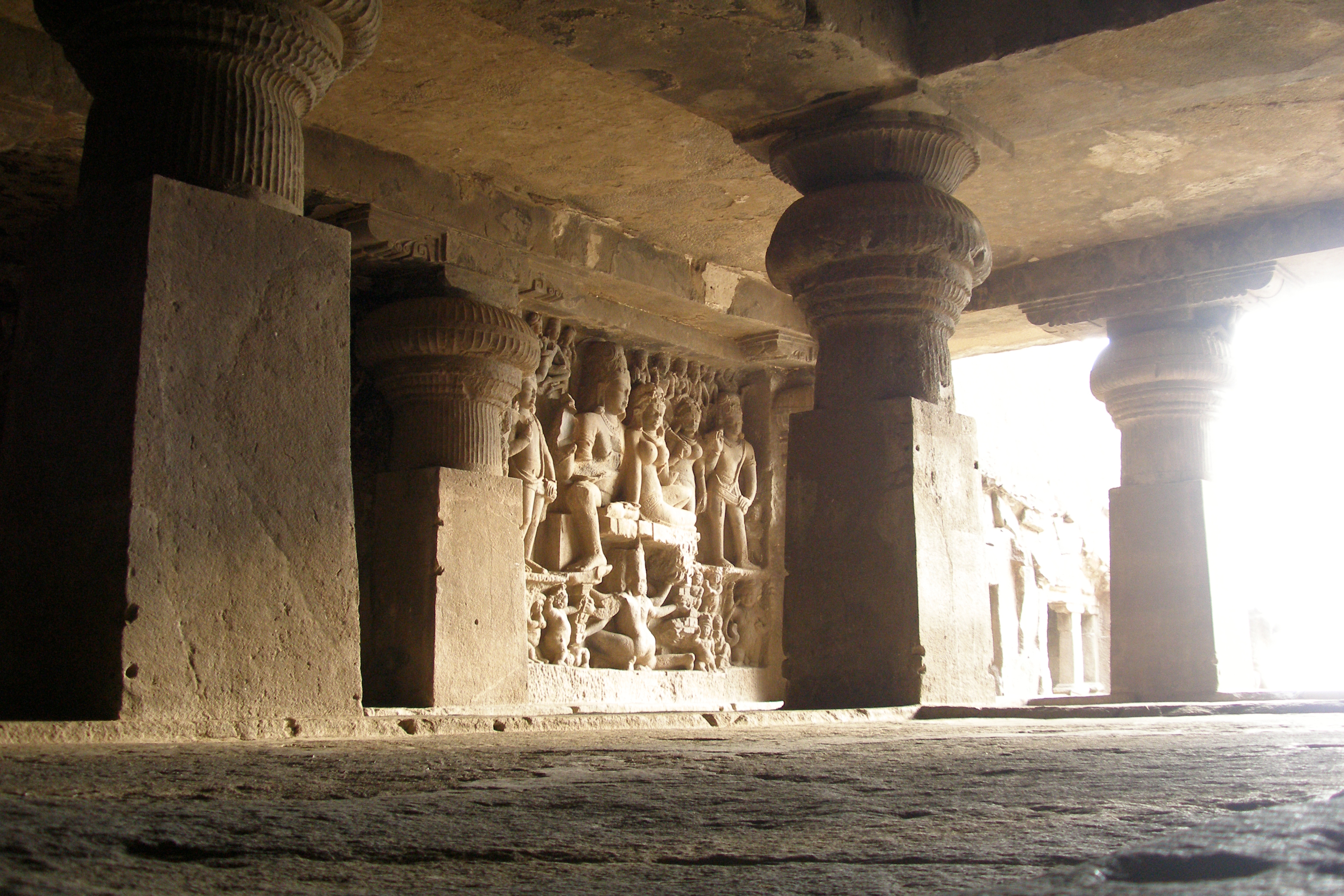
Cova
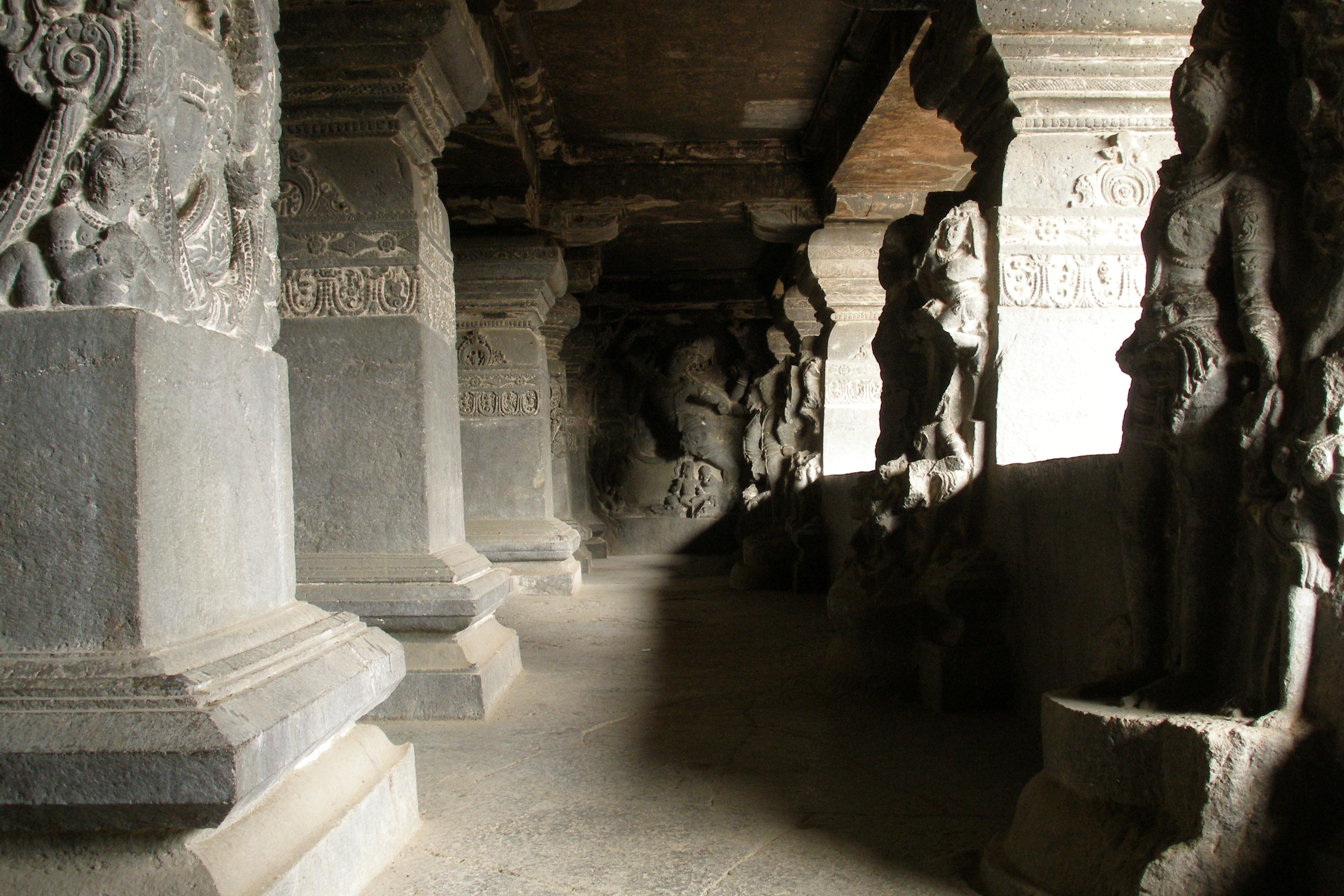
Cova